# 吹田市立片山中学校
吹田市立片山中学校（すいたしりつ かたやまちゅうがっこう）は、大阪府吹田市竹谷町にある公立中学校。
吹田市民病院に院内学級を設置し、同病院に入院中の生徒への教育をおこなっている。

## 沿革
従来の吹田市立豊津中学校を移転させる形で、1978年に吹田市立片山中学校として新設開校した。これに伴い豊津中学校は一度廃校になっている。
開校当初の校区は、母体となった旧豊津中学校校区だった吹田市立山手小学校の校区に加えて、従来の吹田市立第二中学校の校区から編入した吹田市立千里第一小学校の校区だった。
1980年に山手・千里第一の2小学校の校区再編で吹田市立片山小学校が創立したことに伴い、片山小学校校区を中学校校区に編入している。
1982年には片山・豊津西の2中学校の校区を再編し、吹田市立豊津中学校が元の場所で再開することになった。これに伴い山手小学校校区を豊津中学校校区へと変更している。
1998年には、吹田市民病院に院内学級を開設した。

## 通学区域
- 吹田市立千里第一小学校と吹田市立片山小学校の通学区域。

## 著名人
- 吉見一起 - 元プロ野球選手
- 神原則夫 - 漫画家
- 吉岡秀人 - 小児外科医、国際医療奉仕団 ジャパンハート代表
- 辻本智彦 - ダンサー

## 交通
- 阪急千里線 千里山駅 東へ約1.8km。
- 東海道本線（JR京都線） 吹田駅 北へ約2.5km。
- 阪急バス 原町二丁目バス停、総合運動場前バス停。

## 備考
- 映画『ホームレス中学生』のロケが行われた。